# 高黎贡鼠兔
高黎贡鼠兔（学名：Ochotona gaoligongensis）为鼠兔科鼠兔属的哺乳动物，是中国的特有物种。分布于云南等地，主要生活于山地。该物种的模式产地在云南贡山。